# Друзья мои, где вы?
«Друзья мои, где вы?» — советский короткометражный мультфильм, снятый Объединением художественной мультипликации на студии «Киевнаучфильм» в 1987 году по мотивам сказки Доктора Сьюза «Слон и пушинка» («Хортон слышит ктошек!»).
Про доброго слона, который своими большими ушами услышал маленьких существ, живущих на розовой пушинке и защищал их от всяческих невзгод.

## Сюжет
По джунглям гулял слон Хортон и любовался природой. Проходя мимо розового цветка он дунул на него и из-за этого с цветка полетели пушинки. Слон тем временем пошёл дальше и решил искупаться в реке. Окатив себя водой он услышал тоненькие голоса, которые просили о помощи. Эти голоса раздавались из пушинки отлетевшей от цветка и попавшей в воду. Слон вытащил пушинку из воды и голоса стали благодарить его за спасение. Оказалось что на пушинке жил народ «Кто-то» (в оригинале ктошки). Слон не захотел бросать жителей пушинки и решил носить их с собой и оберегать от опасностей. Рядом у воды стояла кенгуру и подумала что слон разговаривает сам с собой. Сидящие на ветках обезьяны подумали что слон сошёл с ума и стали смеяться над ним, и дразнить его. Затем они забрали у него пушинку и стали дуть на неё, перепугав всех жителей «Кто-то». Тряся пушинку и крича обезьяны сбросили её с дерева. Обеспокоенный слон принялся её искать. Как только он её нашёл, кенгуру и обезьяны снова принялись его донимать. Тогда Хортон попросил жителей «Кто-то» кричать как можно громче, чтобы звери их услышали. Кенгуру услышала их крики и решила тоже взять их под свою защиту. А обезьяны затихли и перестали дразнить слона. Кенгуру вместе с кенгурёнком, слоном Хортоном и пушинкой пошли в джунгли, а жители пушинки продолжали кричать — мы «Кто-то» (ктошки в оригинале).

## Съёмочная группа
| автор сценария            | Генрих Сапгир |
| кинорежиссёр              | Тадеуш Павленко |
| художник-постановщик      | Николай Чурилов |
| композитор                | Александр Осадчий |
| кинооператор              | Анатолий Гаврилов |
| звукооператор             | Виктор Груздев |
| мультипликаторы           | Елена Касавина, Нина Чурилова, Людмила Ткачикова, В. Врублевский, Алла Грачёва, И. Бородаева, И. Киреев, Алла Чурикова, М. Антипова, Н. Рудник, В. Слободин |
| ассистенты                | Т. Швец, О. Янковская, И. Котков, В. Киселёва, Т. Черни, В. Езерский                                                                                        |
| роли озвучили             | Людмила Логийко, Людмила Козуб, Лина Будник, Л. Игнатенко, Е. Погребинская, Давид Бабаев                                                                    |
| монтаж                    | С. Васильевой |
| редактор                  | Светлана Куценко |
| директор съёмочной группы | Иван Мазепа |